# Carlotta (cantante)
Carlotta, pseudonimo di Carla Quadraccia (Roma, 3 novembre 1975), è una cantante italiana.
Nota per aver pubblicato una serie di singoli, tra cui Frena, tormentone estivo del 2000.

## Biografia
Cresciuta ad Amelia, dove ha studiato, si avvicina precocemente al mondo della musica, studia canto, danza moderna e classica. A 16 anni entra a far parte di un gruppo locale in qualità di cantante, con il quale si esibisce in serate nelle regioni Lazio e Umbria.
Dopo essersi diplomata in ragioneria, nel 1994, partecipa a vari concorsi di voci nuove, si iscrive alla Louis Music Academy di Roma, una scuola che le permette di studiare per tre anni canto e jazz, solfeggio, musica d'insieme e armonia. In quegli anni fa parte della punk band Pea Brain suonando il basso elettrico.
Nel 1999 riesce ad avere un contratto con un'etichetta discografica, la Carosello Records, con cui pubblica il suo primo singolo Mi chiamano Candy, a cui ha fatto seguito Baciami adesso.
All'inizio del 2000 ottiene la nomination al premio Rivelazione italiana nella prima edizione dell'Italian Music Awards. A maggio dello stesso anno pubblica quella che può essere considerata la canzone più importante e ricordata della cantante, Frena, estratta dal suo album d'esordio Smack!. Il brano diventa un vero e proprio tormentone estivo grazie anche al video con protagonista una Volkswagen Maggiolino in versione cartone animato. A confermare il successo, quell'estate, è anche la vittoria nella sezione Giovani di Un disco per l'estate. La canzone in seguito viene anche scelta come campagna pubblicitaria per la prevenzione degli incidenti stradali, per via del suo titolo, e viene anche incisa una compilation da vari artisti intitolata Frena, contenente anche il brano d'ispirazione. A fine estate, nel settembre 2000, pubblica il quarto singolo tratto dal suo album, Sette lavatrici, che riscuote un tiepido successo.
Nel marzo del 2001 partecipa al Festival di Sanremo con la canzone Promessa, ottenendo il quinto posto nella sezione Giovani ma un successo commerciale limitato, pubblicando anche il suo secondo omonimo album. Nel giugno di quell'anno con il singolo Caresse toi partecipa al Festivalbar.
L'anno successivo escono i singoli Gelosia (se dovessi strangolarla allora legami) e L'hai fatto mai l'amore in mezzo al mare?.
Nel 2003 pubblica l'ultimo singolo da solista con la Carosello, L'hai fatto mai l'amore in mezzo al mare? e avvia un progetto denominato Scarlatto, un gruppo musicale folk-teatrale che nel 2006 pubblica il suo primo eponimo album, e con il quale si esibisce al WorldSpace AbbeyRoad Session a Londra presso gli Abbeyroad studios. 
La cantante partecipa nel giugno del 2009 ad Amiche per l'Abruzzo, un concerto di solidarietà con le vittime del terremoto dell'Aquila tenutosi allo stadio di San Siro. Dal 2010 è docente del corso interpreti presso il C.E.T. di Mogol. Nel 2020 pubblica un nuovo singolo intitolato Cos'è la vita. 
Nel 2025 ritorna in tv partecipando come concorrente alla terza edizione di Ora o mai più, condotta da Marco Liorni su Rai Uno.

## Discografia

### Da solista
Album in studio
- 2000 – Smack!
- 2001 – Promessa

Singoli
- 1999 – Mi chiamano Candy
- 1999 – Baciami adesso
- 2000 – Frena
- 2000 – Sette lavatrici
- 2001 – Promessa
- 2001 – Caresse toi
- 2002 – Gelosia (se dovessi strangolarla allora legami)
- 2003 – L'hai fatto mai l'amore in mezzo al mare?
- 2020 – Cos'è la vita
- 2025 – Il bacio

Video musicali
- 2000 – Frena
- 2001 – Caresse toi
- 2020 – Cos'è la vita

### Con gli Scarlatto
- 2006 – Scarlatto

## Brani entrati in classifica
| Anno | Singolo                                         | Posizione più alta |
| ---- | ----------------------------------------------- | ------------------ |
| 2000 | Frena                                           | 10                 |
| 2001 | Promessa                                        | 41                 |
| 2001 | Caresse toi                                     | 32                 |
| 2002 | Gelosia (se dovessi strangolarla allora legami) | 44                 |